# Hipokotyl

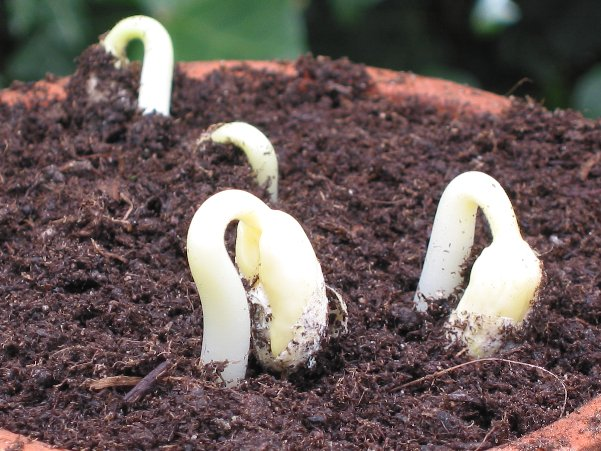
Wydłużający się hipokotyl wznosi ku górze spichrzowe liścienie fasoli

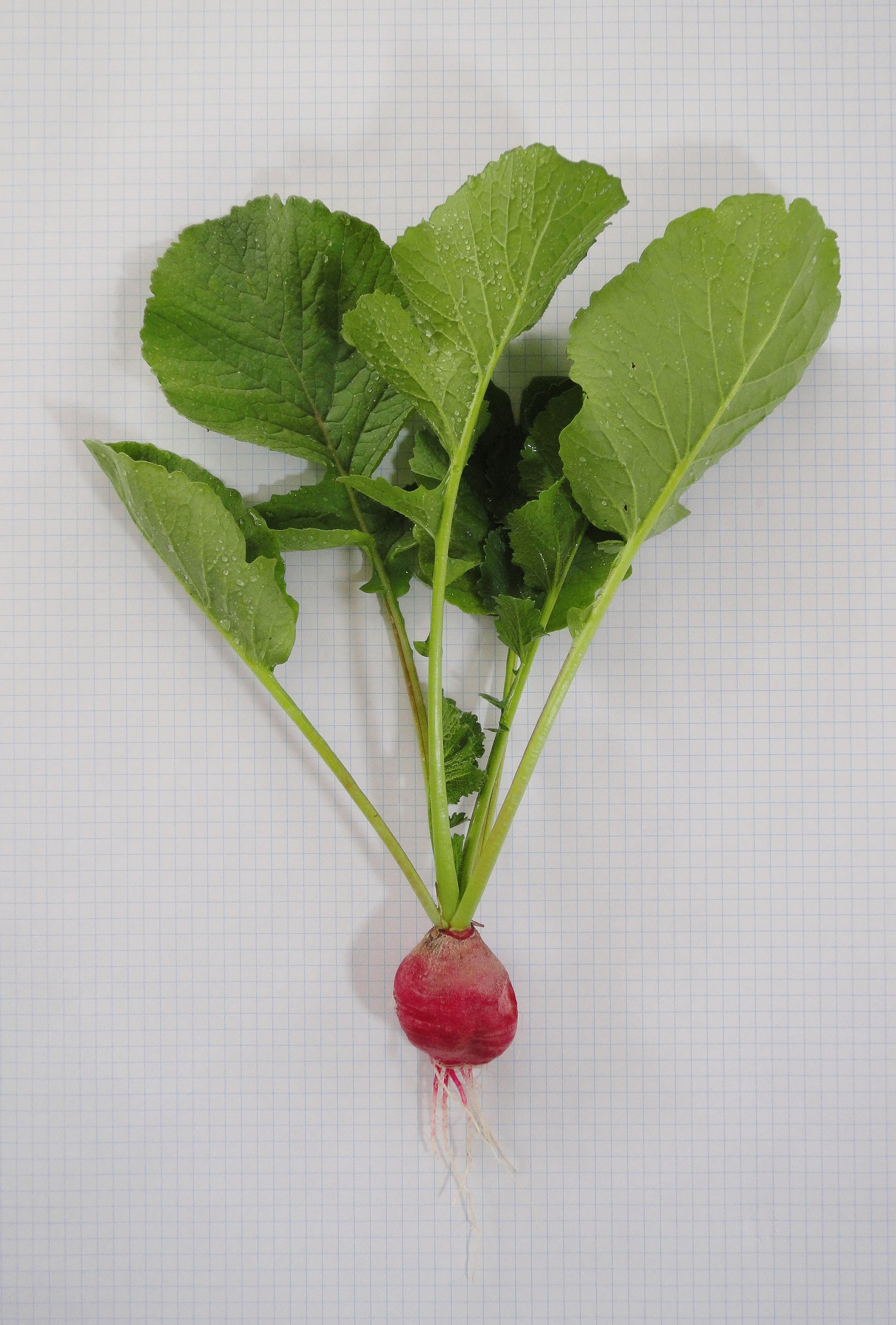
Bulwa hipokotylowa u rzodkiewki

Hipokotyl (gr. hypó ‘pod’, kotýlē ‘czarka’), łodyżka podliścieniowa – najniższa część łodygi znajdująca się między korzeniem i liścieniami, o budowie pośredniej między typową dla łodygi a korzeniem.
Ze względu na szybkość wzrostu hipokotylu w stosunku do epikotylu podczas kiełkowania wyróżnia się:
- kiełkowanie epigeiczne (nadziemne) – hipokotyl rośnie szybko i wznosi liścienie nad powierzchnię gleby,
- kiełkowanie hipogeiczne (podziemne) – hipokotyl rośnie tak wolno, że liścienie pozostają pod powierzchnią gleby, którą przebija łodyga nadliścieniowa (epikotyl).

## Anatomia
W siewce walec osiowy młodego korzenia u nasady hipokotylu ulega rozdzieleniu na wiązki hipokotylowe, będące śladami liścieniowymi, ponieważ biegną do liścieni. W górnej części wiązki te łączą się bocznie z wiązkami prowadzącymi do wyżej wyrastających liści właściwych. U różnych roślin w różny sposób następuje w hipokotylu przekształcenie radialnego układu wiązek przewodzących korzenia w kolateralny ich układ typowy dla pędu.

## Morfologia
Hipokotyl jest wyraźnie widoczny u siewek kiełkujących nadziemnie jako zwykle haczykowato wygięta część pędu wznosząca liścienie nad powierzchnię ziemi. U dojrzałych roślin hipokotyl bywa silnie rozwinięty w przypadku wykształcania zgrubiałych i pełniących funkcje spichrzowe bulw. U rzodkiewki bulwa pędowa wykształcona jest właśnie z hipokotylu. Ta część pędu współtworzy także bulwy o pochodzeniu mieszanymi – hipokotylowo-korzeniowym. Przykładami roślin wytwarzających takie bulwy są buraki i selery.